# يوحنا سترومبرغ
يوحنا سترومبرغ (بالنرويجية: Johan Peter Strömberg)‏ (و. 1773 – 1834 م) هو ممثل، وراقص من النرويج، والسويد، توفي عن عمر يناهز 61 عاماً.